# Stichling (Werkzeug)

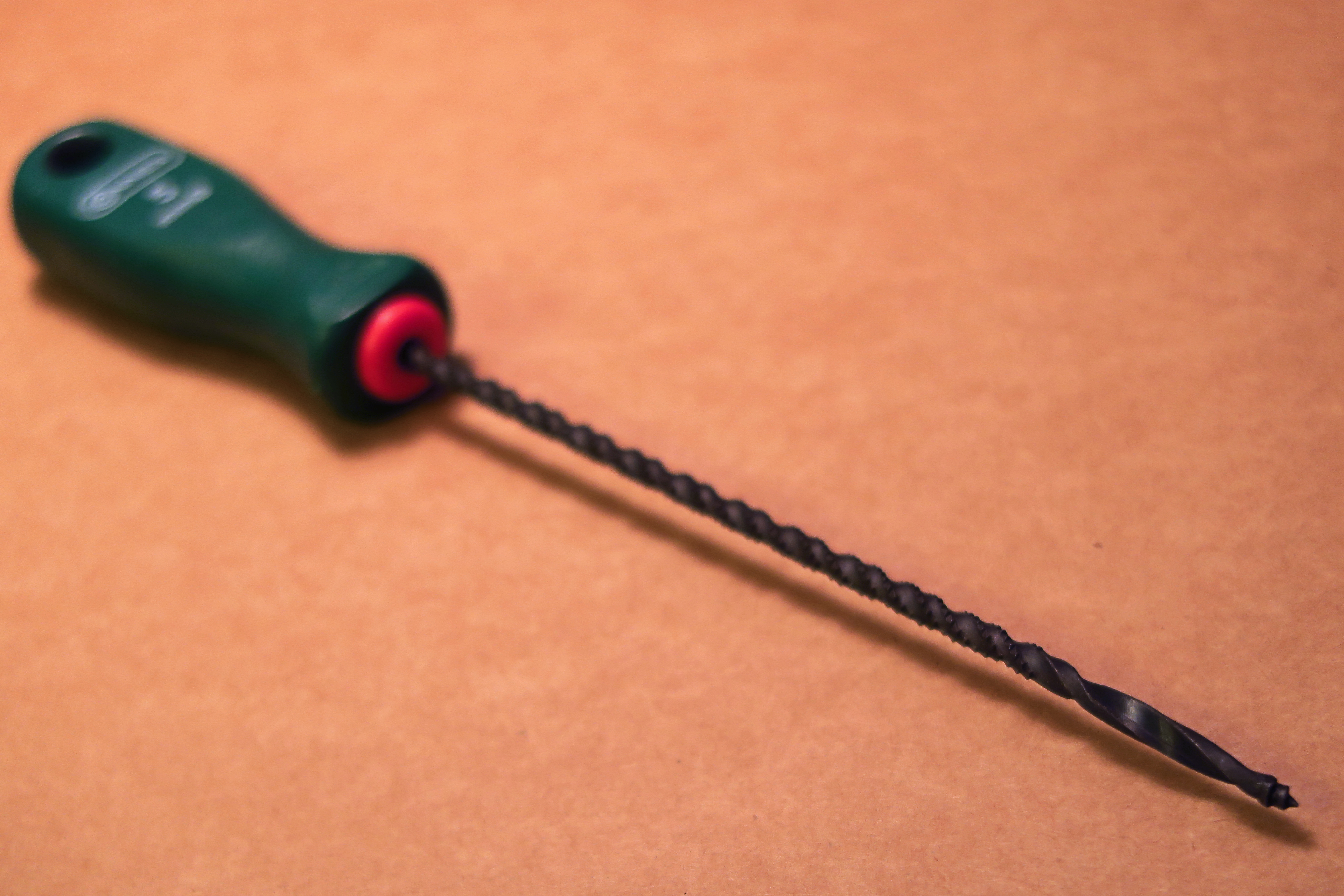
Bohrsäge mit Durchmesser 5 mm

Ein Stichling (auch Bohrsäge oder Bohrraspel) ist ein Werkzeug, welches im Holzhandwerk Verwendung findet. Es ist im Prinzip eine Rundraspel, bei der allerdings die Raspelschneiden an einer Spiralwindung entlang des Werkzeugs bis hin zur Spitze verlaufend angebracht sind.
Die Spitze des Stichlings ist wie ein Handbohrer gefertigt und verjüngt sich zum Ende hin. Dies ermöglicht es dem Handwerker, mit dem Werkzeug Löcher zu bohren und dann mit den Raspelzähnen auszuarbeiten.